# Hypnodendron reinwardtii
Hypnodendron reinwardtii là một loài Rêu trong họ Hypnodendraceae. Loài này được (Schwägr.) Lindb. ex A. Jaeger & Sauerb. mô tả khoa học đầu tiên năm 1880.